# キッツビュール郡

キッツビュール郡
Bezirk Kitzbühel

キッツビュール郡（キッツビュールぐん、独: Bezirk Kitzbühel）は、オーストリアのチロル州東部にある郡（Bezirk; 行政管区とも訳される）。郡庁所在地はキッツビュール。
東でクーフシュタイン郡およびわずかにシュヴァーツ郡と、東と南でザルツブルク州のツェル・アム・ゼー郡と、北はドイツ・バイエルン州のトラウンシュタイン郡と接している。
主要産業は観光業で、中心地はキッツビュール、キルヒベルク・イン・ティロールやサンクト・ヨハン・イン・ティロールである。商工業はサンクト・ヨハン・イン・ティロール、フィーバーブルン、キルヒドルフ・イン・ティロールやキッツビュールが中心であるが、それよりも公務員が多い。またバイエルンやクーフシュタインへ通勤する人の割合も高い。
キッツビュール郡には以下の20の市町村（Gemeinde; ゲマインデ）がある。うちキッツビュールが市（Stadt）に、3つが町（Marktgemeinde; 市場町）に指定されている。
- アウラッハ・バイ・キッツビュール Aurach bei Kitzbühel
- ブリクセン・イム・ターレ Brixen im Thale
- フィーバーブルン Fieberbrunn （町）
- ゴーイング・アム・ヴィルデン・カイザー Going am Wilden Kaiser
- ホッホフィルツェン Hochfilzen
- ホップフガルテン・イム・ブリクセンタール Hopfgarten im Brixental （町）
- イッター Itter
- ヨッホベルク Jochberg
- キルヒベルク・イン・ティロール Kirchberg in Tirol
- キルヒドルフ・イン・ティロール Kirchdorf in Tirol
- キッツビュール Kitzbühel （市）
- ケッセン Kössen
- オーベアンドルフ・イン・ティロール Oberndorf in Tirol
- ライト・バイ・キッツビュール Reith bei Kitzbühel
- サンクト・ヤーコプ・イン・ハウス Sankt Jakob in Haus
- サンクト・ヨハン・イン・ティロール Sankt Johann in Tirol （町）
- サンクト・ウルリッヒ・アム・ピッラーゼー Sankt Ulrich am Pillersee
- シュヴェント Schwendt
- ヴァイドリング Waidring
- ヴェーステンドルフ Westendorf

## 名称
ドイツ語ではKitzbühelと書くため、よくキッツビューエルと間違えて読まれるが、実際にはドイツ語でも「エル」は読まず、キッツビュールと読む。キッツビュール観光局やチロル州観光局、及びオーストリア政府観光局のパンフレットやホームページなどでも日本語表記はキッツビュールに統一された。